# Église Saint-Gabriel de Bukovik
Pour les articles homonymes, voir Église Saint-Gabriel.
L'église Saint-Gabriel de Bukovik (en serbe cyrillique : Црква Св. арханђела Гаврила у Буковику ; en serbe latin : Crkva Sv. arhanđela Gavrila u Bukoviku) est une église orthodoxe serbe située à Bukovik, dans la municipalité d'Aranđelovac et dans le district de Šumadija en Serbie. Elle est inscrite sur la liste des monuments culturels protégés de la république de Serbie (identifiant no SK 2109).

## Présentation
L'église a été construite en 1832 sur les fondations d'une église médiévale. Elle est liée au souvenir du prêtre Atanasije Antonijević, un des combattants du Premier soulèvement serbe contre les Ottomans, considéré comme une personnalité centrale de l'Assemblée d'Orašac (1804) qui, à la suite du massacre des princes, a lancé la rébellion. Après le soulèvement, l'église a été incendiée puis reconstruite par les habitants du village.
L'église est constituée d'une nef unique et mesure 18 m de long sur 6 m de large ; la nef est prolongée  par une abside polygonale ; la façade occidentale est dominée par un clocher ajouté plus tard. Construit en pierres, l'édifice est sobrement décoré par un relief peu profond en mortier au-dessous de la corniche du toit. Le toit lui-même est recouvert de plaques en étain.
Trois iconostases en bois ont successivement orné l'intérieur de l'église. La première a été peinte par Živko Pavlović, surnommé « le peintre de Požarevac » (en serbe : moler požarevački), qui, au milieu du XIXe siècle, a travaillé dans un grand nombre d'églises de cette région de la Serbie. Puis Svetislav Đurić a travaillé sur l'ancienne iconostase et en a suivi les thèmes. En 2014, lors de la dernière restauration de l'église, l'iconostase a été décorée d'une corniche en marbre blanc.
Sur le mur nord de l'église se trouve une plaque commémorative dédiée au rôle historique du prêtre Atanasije. Une fontaine commémorative constituée de blocs de pierre, placée à l'entrée, sur le parvis de l'église, a été installée en 1927, à l'époque du roi Alexandre Ier, en l'honneur des combattants morts dans les guerres de libération de la Serbie entre 1912 et 1918.